# Ros Casares Valencia
El Ros Casares Valencia fue un club de baloncesto español de la ciudad de Valencia. Fundado en 1996 y disuelto el 29 de mayo de 2012, en su palmarés cuentan con ocho campeonatos de la Liga Femenina, siete Copas de la Reina, seis Supercopas de España y en una ocasión la Euroliga Femenina. Ha sido uno de los clubs más laureados del baloncesto femenino español y uno de los grandes clubs europeos.
En septiembre de 2014 el Ros Casares Valencia llegó a un acuerdo mediante el cual se integraba en el Valencia Basket, pasando a formar parte de la sección femenina de baloncesto del mismo.

## Historia
El Ros Casares Valencia fue fundado en 1996 en Godella como Popular Bàsquet Godella, cuando el Club Bàsquet Godella se mudó a Getafe. La empresa Francisco Ros Casares S.A. entró a tomar las riendas del club a la conclusión de la temporada 1998-1999, y pasa a denominarse Ros Casares Valencia.
En la temporada 1999-00, con Ángel Fernández como entrenador, el equipo finalizó la Liga Femenina en cuarta posición. En esa campaña la plantilla acabó siendo dirigida por el tándem Mar Navarro-Javier Pinazo, clasificándose por primera vez en su historia para disputar una competición europea, la Copa Ronchetti. Además, en ese año el club organizó la Copa de la Reina en Godella, donde llegó hasta unas semifinales en las que no pudo superar al Ciudad de Burgos.
En la temporada 2000-01, con Ramón Márquez como entrenador y Manolo Coloma como director general de la entidad, Ros Casares logró con el Universitari como rival su primer título de la Liga Femenina, obteniendo así el billete para disputar la Euroliga Femenina. En la Copa Ronchetti el equipo valenciano cayó ante las italianas de La Spezia y en la Copa de la Reina, ante el Caja Rural Canarias.
En la temporada 2001-02 se traslada a la ciudad de Valencia. Ros Casares confió el banquillo del equipo a Esteban Albert y la dirección deportiva a Miki Vukovic. Con ellos, el Ros Casares debutó en la Euroliga con un papel más que digno, donde no pudo pasar de la primera ronda pese a convertirse en el mejor equipo de la segunda vuelta. Pero fue ésta la única competición sin premio para el club, que logró su primera Copa de la Reina (Salamanca) ante el Yaya María de Lugo y su segunda Liga Femenina, de nuevo al Universitari (2-1).
En la temporada 2002-03, bajo la dirección de Esteban Albert, Ros Casares revalidó el título de la Copa de la Reina (Zaragoza) ante el UB FC Barcelona, pero cayó en la final de la Liga Femenina ante el equipo catalán en una emocionante serie final. En la Euroliga Femenina el equipo valenciano llegó más lejos que nunca, pero el Valenciennes francés eliminó al conjunto en cuartos de final.
La temporada 2003-04 fue una campaña histórica para Ros Casares, que con Mingo Díaz en el banquillo logró el triplete en España: Liga Femenina, Copa de la Reina (Palma de Mallorca) y Supercopa. La final de la Liga Femenina la ganó ante el Universitari de Barcelona, mientras que en la Copa de la Reina tuvo al Perfumerías Avenida de Salamanca como rival.
La temporada  2004-05 se inició bajo la batuta del entrenador alemán Olof Lange, cuyo cargo ocupó al poco tiempo Israel Sanchis. El equipo se hizo con la Supercopa, pero cayó en las semifinales de una Copa de la Reina que se celebró en Valencia. En la Liga Femenina, Ros Casares cayó en el quinto partido de la final ante el UB FC Barcelona. En la Euroliga, el conjunto valenciano se llegó a los cuartos de final, perdiendo frente el a la postre campeón, el Volgaburmash Samara ruso.
La temporada 2005-06 fue irregular. Empezó con Israel Sanchis como técnico y acabó con Esteban Albert en el banquillo. El equipo llegó a la final de la Copa de la Reina, pero no pasó de los octavos de final de la Euroliga Femenina (Dynamo de Moscú) ni de las semifinales de la Liga Femenina (UB FC Barcelona). Con la campaña iniciada, Carme Lluveras llegó al club para ocupar el cargo de general mánager y planificar la temporada 2006-07.
La temporada 2006-07 fue , sin duda, la mejor temporada de la historia de Ciudad Ros Casares Valencia. El equipo empezó la temporada con Esteban Albert en el banquillo, técnico con el que el conjunto se impuso tanto en la Lliga Valenciana como en la Supercopa de España. Manolo Real se hizo cargo del banquillo en diciembre, logrando la cuarta Copa de la Reina (Jerez de la Frontera) y la Liga Femenina ante el Perfumerías Avenida de Salamanca (3-2). Además, Ciudad Ros Casares Valencia se clasificó para su primera Final Four de la Euroliga Femenina, metiéndose en una final que acabó perdiendo ante el anfitrión, el Spartak de Moscú. Además, Valencia organizó el All Star de la Euroliga Femenina.
En la temporada 2007-08, el equipo logró mantener una temporada más la hegemonía en las competiciones españolas, ganando la Lliga Valenciana, la Supercopa, la Copa de la Reina (Sevilla) y la Liga Femenina. Empezó la campaña con Manolo Real como entrenador pero, tras su salida por motivos de salud, fue Vicente Collado quien ocupó el banquillo en las últimas semanas. En la Euroliga Femenina el conjunto valenciano cayó eliminado (1-2) en cuartos de final ante el Gambrinus Brno.
En 2009 recibió el premio Nostresport a la mejor afición.
La temporada 2011-12 se confecciona la mejor y más completa plantilla de la historia, con estrellas mundiales como Lauren Jackson, Maya Moore, Ann Wauters o Sancho Lyttle, con el claro objetivo de ganar todas las competiciones. Ganan la liga (ganando todos los partidos), y la Euroliga de baloncesto, perdiendo solamente la Copa de la Reina en la final. Al término de la temporada se anunció la desaparición de su equipo profesional de Primera División, no así del resto del equipo y del club (se mantuvieron las demás secciones no profesionales).  
En septiembre de 2014 el Ros Casares Valencia llegó a un acuerdo mediante el cual se integraba en el Valencia Basket, pasando a formar parte de la sección femenina de baloncesto del mismo. El Valencia Basket Club adquiere, por lo tanto, todos los títulos conseguidos por el Ros Casares Valencia, pasando a ser el club más laureado del baloncesto femenino español y uno de los grandes clubs europeos.

## Uniforme
- Uniforme titular: Camiseta Azul con franja naranja, pantalón Azul.
- Uniforme alternativo: Camiseta Blanca con franja azul, pantalón Blanco.

## Pabellón
El Pabellón Municipal Fuente de San Luis fue el pabellón donde disputaba sus encuentros el Ros Casares Valencia. Tiene capacidad para 9.000 espectadores.

## Palmarés

### Torneos internacionales
- Euroliga Femenina (1): 2012

### Torneos nacionales
- Liga Femenina de Baloncesto (8): 2001, 2002, 2004, 2007, 2008, 2009, 2010 y 2012
- Copa de la Reina (7): 2002, 2003, 2004, 2007, 2008, 2009 y 2010
- Supercopa de España (6): 2003, 2004, 2006, 2007, 2008 y 2009